# Hydnocarpus glaucescens
Hydnocarpus glaucescens är en tvåhjärtbladig växtart som beskrevs av Carl Ludwig von Blume. Hydnocarpus glaucescens ingår i släktet Hydnocarpus och familjen Achariaceae. Inga underarter finns listade i Catalogue of Life.